# Olena Zjyrko
Olena Mykolaivna Zjyrko (Oekraïens: Олена Миколаівна Жирко; geboortenaam: Маренчікова; Marentsjikova) (Dnjepropetrovsk, 16 augustus 1968) was een Oekraïense basketbalspeelster die uitkwam voor het nationale teams van de Sovjet-Unie, en het Gezamenlijk team en voor Oekraïne. Ze werd Meester in de sport van de Sovjet Unie in 1992.

## Carrière
Zjyrko begon haar carrière bij Stal Dnjepropetrovsk in 1984. In 1989 stapte ze over naar Dinamo Kiev. Met die club werd Zjyrko één keer Landskampioen van de Sovjet-Unie in 1991. Ook werd ze met die club één keer Landskampioen van het GOS in 1992. In 1992 verloor Zjyrko met Dinamo de finale om de EuroLeague Women van Dorna Godella Valencia uit Spanje met 56-66. Na het uiteenvallen van de Sovjet-Unie werd Zjyrko twee keer Landskampioen van Oekraïne in 1992 en 1993. In 1993 ging ze spelen voor MBK Ružomberok in Slowakije. Met deze club werd ze zes keer Landskampioen van Slowakije in 1995, 1996, 1997, 1998, 1999 en 2000. Ook won ze met die club twee keer de EuroLeague Women in 1999 en 2000. In 2001 gaat ze naar Gambrinus Brno in Tsjechië. Na één jaar gaat ze terug naar Slowakije om te spelen voor Istrobanka Bratislava. In 2004 gaat Zjirko spelen voor Tiger Wels in Oostenrijk. Met die club wint ze de Beker van Oostenrijk in 2005. In 2007 gaat ze naar BK Dnipro.
Met de Sovjet-Unie won Zjyrko goud op het Europees Kampioenschap in 1991. Met het Gezamenlijk team won ze goud op de Olympische Zomerspelen in 1992. Met Oekraïne won Zjyrko goud op het Europees Kampioenschap in 1995.
Zjyrko is afgestudeerd aan de Kiev GIFK.

## Erelijst
- Landskampioen Sovjet-Unie: 1
  - Winnaar: 1991
- Landskampioen GOS: 1
  - Winnaar: 1992
- Landskampioen Oekraïne: 2
  - Winnaar: 1992, 1993
- Landskampioen van Slowakije: 6
  - Winnaar: 1995, 1996, 1997, 1998, 1999, 2000
- EuroLeague Women: 2
  - Winnaar: 1999, 2000
  - Runner-up: 1992
- Olympische Spelen: 1
  - Goud: 1992
- Europees Kampioenschap: 2
  - Goud: 1991, 1995